# Moe Kiyooka
Moe Kiyooka (jap. 清岡もえ Kiyooka Moe; ur. 9 października 2003) – japońska zapaśniczka walcząca w stylu wolnym. Złota medalistka mistrzostw świata w 2024. Mistrzyni Azji w 2024, druga w 2025. Szósta w Pucharze Świata w 2022. 
Mistrzyni świata U-23 w 2022. Mistrzyni świata juniorów w 2022 i trzecia w 2023. Wygrała MŚ kadetów w 2019 roku.